# Desná (vattendrag i Tjeckien, Olomouc)
Desná är ett vattendrag i Tjeckien.   Det ligger i regionen Olomouc, i den östra delen av landet, 180 km öster om huvudstaden Prag.